# Zygophyllum fabago
Zygophyllum fabago, biljna vrsta iz roda dvoliska, raširena po zemljama istočne (Ukrajina) i jugoistočne Europe (Rumunjska) i Aziji (Sirija, Irak, Iran, Kazahstan, Turkmenistan, Turska). U SAD-u gdje nije autohton, smatraju ga štetnim korovom.. Uvezena je i u Njemačku, Francusku i Sardiniju.
Z. fabago je trajnica koja naraste do 1.2 m visine. Raste u kolonijama, posebno po suhim, šljunčanim i slanim područjima u kojima je drugi biljni svijet rijedak. Cvjetovi su maleni i imaju okus i miris sličan kaparima.

## Sinonimi
- Fabago alata Moench
- Fabago major Sweet
- Zygophyllum micronatum Opiz

## Vanjske poveznice
|  | Zajednički poslužitelj ima stranicu o temi Zygophyllum fabago    |
|  | Zajednički poslužitelj ima još gradiva o temi Zygophyllum fabago |
|  | Wikivrste imaju podatke o taksonu Zygophyllum fabago             |

- Z. fabago
- Z. fabago
- Z. fabago